# 湘江乡 (江华县)
湘江乡，是中华人民共和国湖南省永州市江华瑶族自治县下辖的一个乡镇级行政单位。

## 行政区划
湘江乡下辖以下地区：
桐冲口村、湘江村、坪冲口村、樟木口村、腊竹岭村、中央河村、中央冲村、欧菜坪村、田冲村和庙子源村。